# 奧索里約主力戰車
EE-T1/T-2「奧索里約」主力戰車（葡萄牙語：EE-T1/T-2 Osório）是巴西於1980年代中期研發的一款主力戰車，最終僅生產了試作車。奧索里約由巴西最大的武器研發商恩格薩公司進行研製，並幾乎是以私人投資的形式進行的，巴西政府僅有少量的補助。該戰車目標是為銷給阿拉伯與第三世界國家和巴西陸軍。然而當時發生了波斯灣戰爭和種種事件，導致奧索里約戰車走向結束，只停留於原型車階段，該戰車計畫的流產也直接導致了恩格薩破產。

## 發展
1980年代初，沙烏地阿拉伯有新式主力戰車來替換老舊的AMX-30的需求，該國首先找上因為豹1與豹2型戰車性能而有良好印象的德國，但德國不願出售戰車給非北約的國家。之後巴西最大的武器研發公司—恩格薩找到這個客戶，開始進行籌備工作。起初，恩格薩公司想找個合作夥伴共同研製，便與德國蒂森·亨舍尔（Thyssen Henschel）接觸，但因雙方條件談不攏而作罷。接著保時捷公司也對該專案表現出興趣，但後來因為德國政府介入而放棄。最終，恩格薩公司只得自行研發，同時也將市場擴展到國內。
奧索里約戰車名字取自於19世紀的巴西軍事家（該國騎兵創建者）、政治家的馬紐爾·路易斯·奧索里約（Manuel Luís Osório）。並在1985年推出了第一輛原型車，隔年交付第二輛。

## 設計
巴西陸軍同恩格薩表示該戰車重量不得超過36噸，且要寬度不能超過3.2公尺，以適應巴西的鐵路網。恩格薩同意第二點，但第一點就無法認可，首先，將重量限制到這麼輕，從技術面上來說根本不可能，這個重量級也幾乎脫離了「主力戰車」應有的噸位（T-72為44.5噸，挑戰者為62噸，大多主力戰車的重量都在這個範圍內），最後定案為重量42噸。恩格薩公司認為這個重量可以滿足一些國內基礎設施不足的第三世界國家，因而有外銷的優勢。同時，恩格薩還決定發展兩種砲塔，以裝備兩種不同口徑—105和120公釐的主砲。
恩格薩在世界各國蒐羅最好的各部件供應商，也試著分散開發成本。最終將奧索里約的案子分作兩部份研製，車身由恩格薩公司研發，砲塔則交給英國維克斯防務公司（Vickers Defence Systems），維克斯公司交出了EE-T1和EE-T2兩種砲塔，前者將供應給巴西陸軍，後者則用於對外出口。EE-T1裝備的是英國皇家兵工廠L7線膛炮L7A3 105公釐線膛砲（當時北約國家主力戰車使用的標準主砲），載彈量為45發，可發射尾翼穩定脫殼穿甲彈、高爆彈、黏著榴彈、集束弹、人員殺傷彈和白磷彈。該砲塔的火控系統全部電腦化，也附有雷射測距儀和LRS-5DNLC潛望鏡。EE-T2則為沙烏地阿拉伯軍隊設計，主砲因為英國的120公釐L11線膛砲後座力過強，42噸級戰車難以承受而作罷，德國的120公釐L/44滑膛砲則因為政府禁止外銷而無機會。最終，恩格薩採用法國地面武器工業集團（GIAT）製的120公釐滑膛砲，載彈量為38發，可發射尾翼穩定脫殼穿甲彈和高爆反坦克彈。EE-T2型還採用马可尼指挥与控制系统公司（Marconi Command and Control Systems）的火控系統，較T1型先進，也是當時品質最佳的火控系統之一。EE-T2同樣附有雷射測距儀，SFIM穩定式潛望鏡。據法國專家的測試紀錄，在兩公里範圍內對於移動目標命中率達80％。兩種砲塔都為三人砲塔，各裝有一挺7.62公釐同軸機槍和一挺12.7公釐防空機槍，後部還有氣象感測儀。
奧索里約的車身與砲塔前部採用恩格薩自行開發的複合裝甲，與英國的查布漢裝甲（Chobham Armour）類似，結合了陶瓷、碳纖維、鋁與鋼等材質，質量很輕。奧索里約還另外具備核生化防護與自動滅火設施。然而在當時該車的防護能力被認為是遜於西方戰車的。
引擎方面，恩格薩原先想從德國那裡引入在豹式戰車上大為成功、同時在巴西國內也有分公司的MTU產品，但價錢太過昂貴。最終，恩格薩採用荷蘭MWM公司的TBD 234型12汽缸柴油引擎，出力為1,040馬力，搭配德國采埃孚的LSG300自動變速器（這款還用於義大利的公羊戰車、德國的豹2和南韓的K1戰車），此一引擎在沙烏地阿拉伯曾進行過運作3,000公里的試驗，證明效率良好且容易維護。奧索里約的引擎與變速器裝設成一個動力包，可以於野外在30分鐘內完成替換。除了引擎外，奧索里約在車後左部也有輔助動力裝置，可在主引擎停止時驅動全車系統。奧索里約的懸吊裝置與英國挑戰者1型和2型戰車相同，採用登祿普的液氣壓懸吊系統。履帶同豹2戰車是迪爾（Diehl）570型。油料儲存量為1354公升。
除了戰車外，恩格薩公司也先構想好了衍生型，包括155公釐GHN-45自走榴彈砲、搭配瑞士欧瑞康（Oerlikon）而成的自走防空車、裝甲兵工程車輛和裝甲架橋車。

## 結果
然而奧索里約的工程遭遇到相當的困難，巴西本身為發展中國家，在要躍進生產高科技武器的路上就經歷不少挫折，尤其是財政問題日益吃緊。開始兜售後，巴西陸軍資金短缺，其需求為300輛新款主力戰車，但卻沒有足夠經費採用奧索里約，最後放棄，繼續沿用舊式的M60和豹1式戰車。國外市場方面，奧索里約被認為應會被沙烏地阿拉伯陸軍所採用，據估計，該戰車主要競爭對手為法國製AMX 40、美國製M1艾布蘭和英國製挑戰者1戰車，並被認為將會得標。除去於在技術面上落後前三者外，奧索里約具有便宜廉價的特點。1989年8月，沙烏地阿拉伯正式宣佈將採用奧索里約戰車，欲採購320輛，合計為72億美金的訂單。奧索里約接著進行小幅度改造，以適應嚴酷的沙漠環境，奧索里約也預計在沙國取名為「沙漠之獅」（Al Fahd）。然而沙國並未正式簽約。最後於1991年美軍展開沙漠風暴行動、進攻伊拉克，展現了M1艾布蘭的實戰能力以及美國的影響力後，奧索里約競爭力隨即消失，沙烏地阿拉伯宣佈購買M1A2艾布蘭。
沙烏地阿拉伯的案子落空後，恩格薩公司仍繼續在國際上兜售奧索里約戰車，然而冷戰突然於1991年結束，戰車市場上突然冒出了大量的二手貨，價格也相當便宜，如豹2戰車一輛僅要100萬美金。相對地，奧索里約T2型的成本就要380萬美金，因而在市場上不具備競爭力。雖然巴西政府還想繼續支持奧索里約戰車的發展，但其債務也是難以負擔，1990年2月，恩格薩債務已達到5.07億美元。1993年，恩格薩公司申請破產。
到了2002年4月，巴西國會批准其陸軍為時3年的現代化工作，預算高達6.7億美金，因而有意見要研製一款新的奧索里約戰車，並交給國營企業IMBEL進行。後來巴西陸軍還將奧索里約的原型車復原，放置於里約熱內盧。

## 資料來源
1. 1 2  Gelbart, Marsh. . Brassey' s UK Ltd. 1996: 13–14. ISBN 1-85753-168-X.
2. 1 2 3 4 5 6 7 8 9 10 11 12 13 14  （英文）Main Battle Tank: EE-T1 Osório （页面存档备份，存于）
3. 1 2 3 4 5 6 7 8 9 10 11 12  （英文）Osorio Main Battle Tank （页面存档备份，存于）
4. 1 2 3  Foss, Christopher F. . 上海科学技术文献出版社. 2007: 第498頁. ISBN 7543930412.
5. 1 2  （英文）"Osorio" Main Battle Tank （页面存档备份，存于）
6. ↑  （英文）TANKS （页面存档备份，存于）
7. ↑  （葡萄牙文）MBT Osório （页面存档备份，存于）
8. 1 2 3  （葡萄牙文）DEFESA BR - Defesa do Brasil - EB - O Osório （页面存档备份，存于）
9. ↑  （英文）The Brazilian EE-T1/T2 Osório Main Battle Tank  （页面存档备份，存于）